# Remparts de Die
Les remparts de Die (Drôme) sont un ensemble de tours et de murailles datant de l'époque romaine, estimée au IIIe siècle pour protéger la ville des intrusions germaniques et bagaudes. Ils constituent l'unique monument d'époque romaine encore debout dans le département.
Diverses parties du rempart sont classées monument historique en 1921 et 1922.

## Constitution
Les remparts sont composés des éléments suivants :
- Tour ronde faisant partie des remparts et située boulevard du Gagnard en face de l'immeuble, numéro 24 classement par arrêté du 13 octobre 1921[3].
- Tour carrée et partie de courtine adjacente dépendant des remparts à l'Est de la ville et situées boulevard du Gagnard au bas de la rue conduisant à l'Hôtel de Ville : classement par arrêté du 13 octobre 1921[3].
- Parties Nord des remparts comprises entre l'hôpital et le lieu-dit les Fondeaux et délimitées par des teintes roses et bleues sur le plan annexé à l'arrêté : classement par arrêté du 14 décembre 1922[3].

Les remparts ont été étendus et complétés jusqu'au Moyen Âge et durant les guerres de Religion. Au XVIIe siècle, des bastions sont ajoutés dont certains vestiges sont encore visibles. À partir de 1820, les murailles ayant perdu leur utilité défensive, de nombreux pans de murs sont démolis pour laisser la place aux habitations et servir de source de matériaux.
Les intempéries et l'age des constructions ont provoqué des effondrements de secteurs de remparts. En 2011, des éboulements se sont produits rue de la Citadelle imposant la fermeture du parking à l’entrée du Centre Hospitalier. Des consolidations ont eu lieu pour stabiliser les dégradations.

### La muraille
L'enceinte délimitée par les remparts mesure 2 km de long pour une épaisseur de 4 m et une hauteur de 8 m. Elle protège une surface de l’ordre de 27 hectares. L'enceinte comprend environ soixante tours de garde de formes diverses : carrées, semi-circulaires, ou même à sept pans (forme unique dans le monde romain).
La constitution des murs et des tours met en évidence la réutilisation de matériaux prélevés sur des bâtiments existants (par exemple dalles, tambours de colonnes cannelées ou lisses, pierres taillées...) 

### La porte Saint-Marcel
Porte fortifiée de l’enceinte antique datant du IIIe siècle–IVe siècle. Elle a été nommée ainsi en référence à un évêque du Ve siècle (Marcel de Die) qui a été enterré à La Roquette (près de Montmeyan) et lui a laissé son nom.
Au Moyen Âge, elle a été déplacée au moment de la construction des remparts pour intégrer la ligne de défense et a été enrichie d'évolutions telle que pont levis et mâchicoulis. Elle est fermée par une porte monumentale supportée par deux tours semi-circulaires.

## Galerie

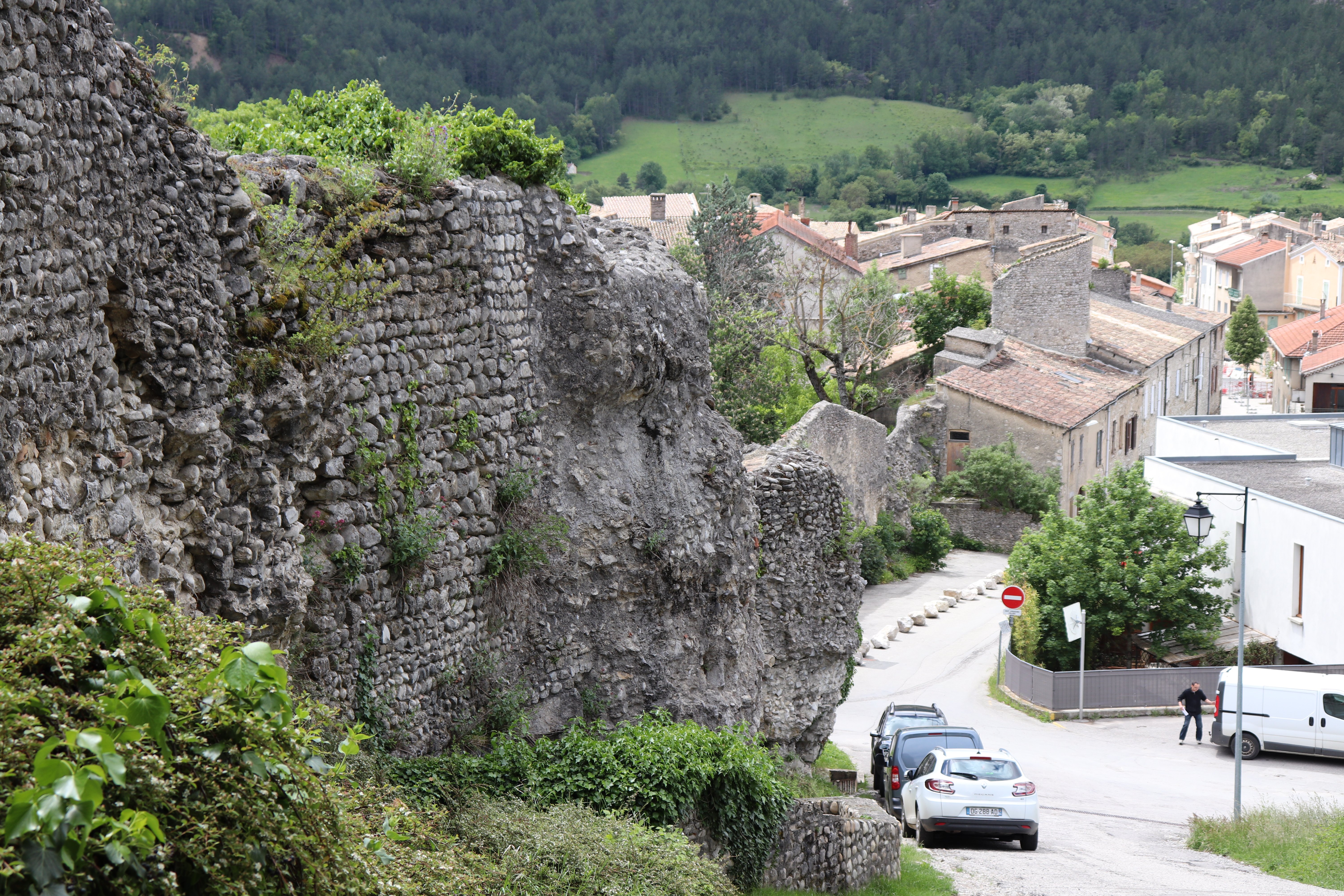
Zone nord des remparts
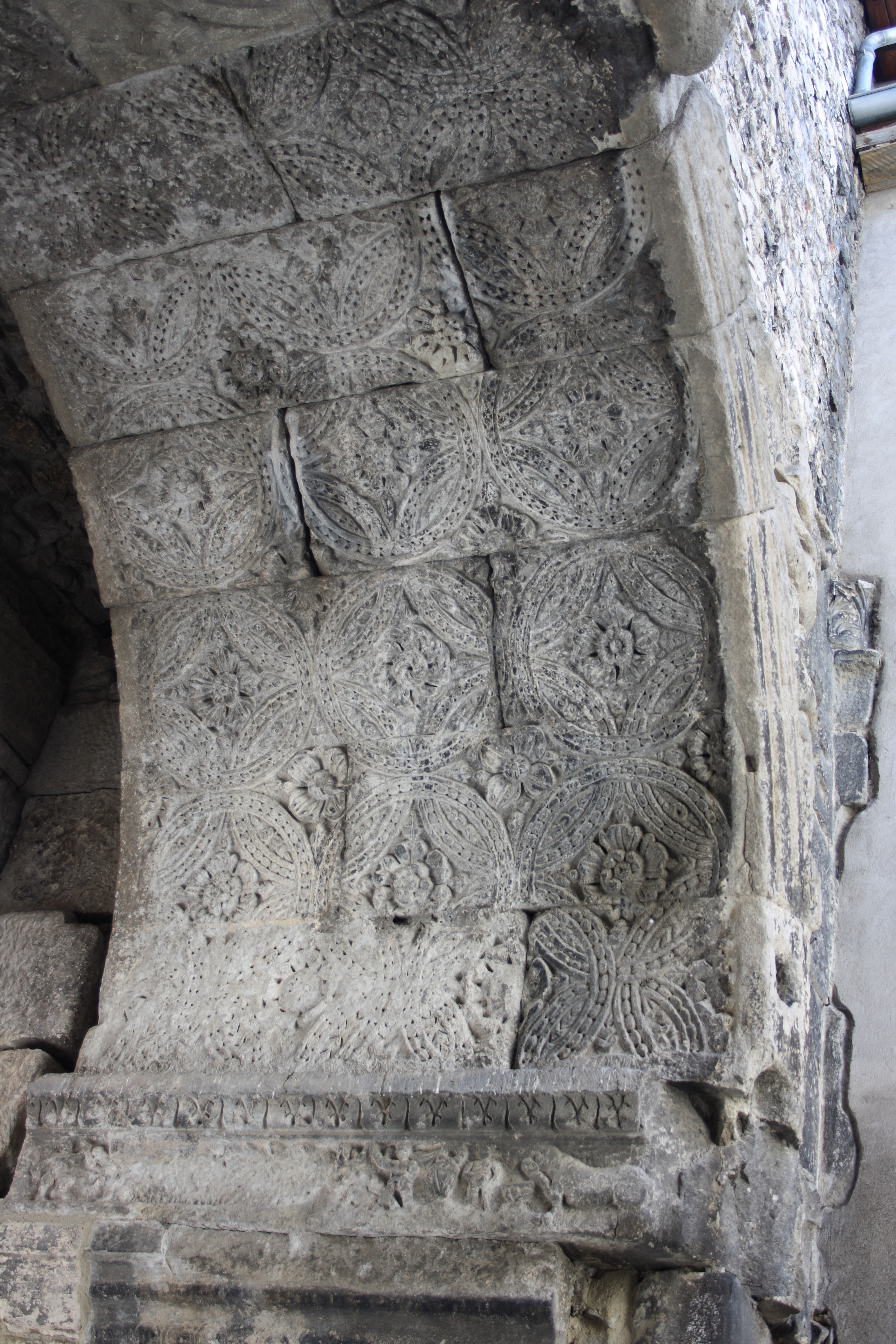
Détail de la porte Saint-Marcel
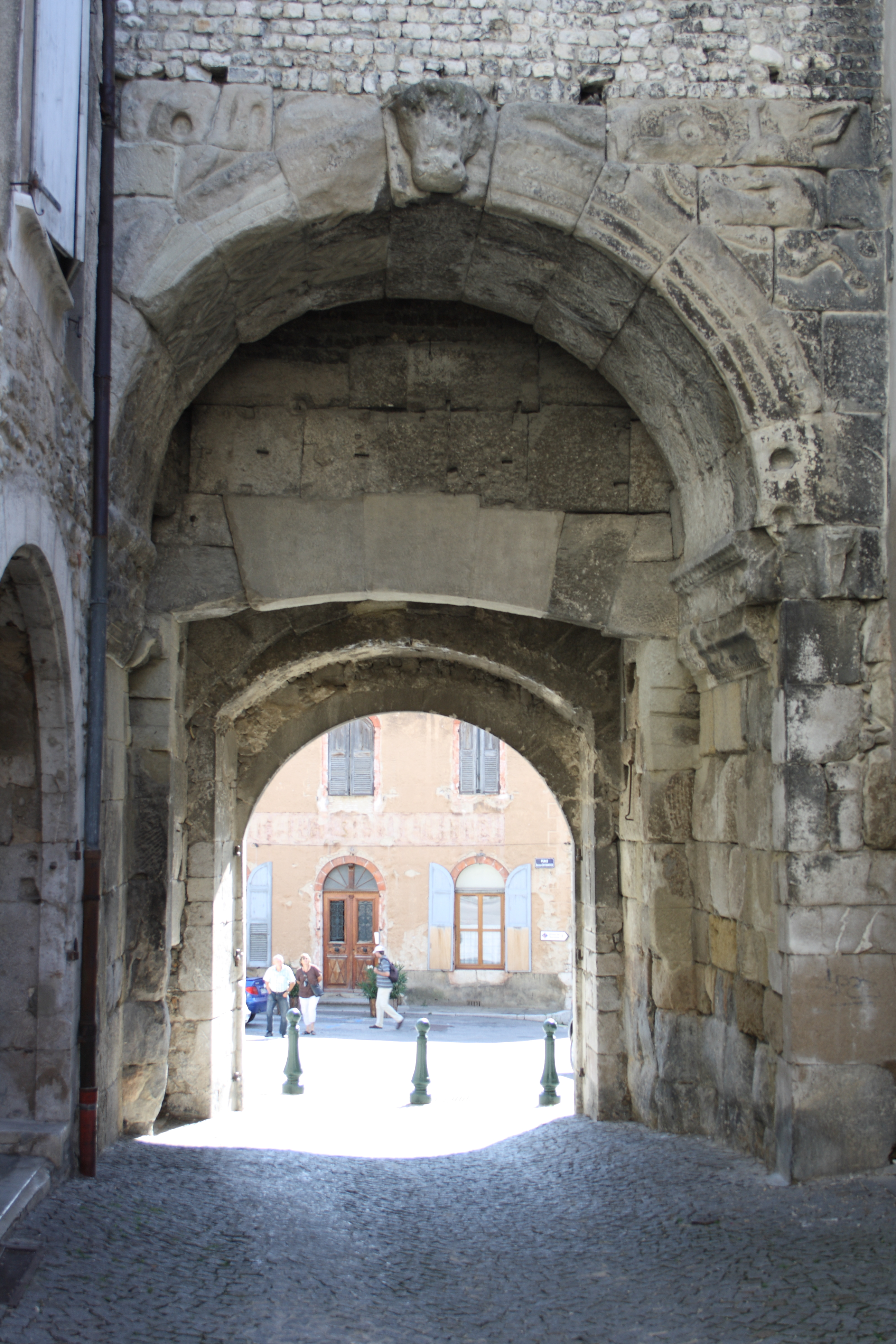
Porte Saint-Marcel vue de la ville
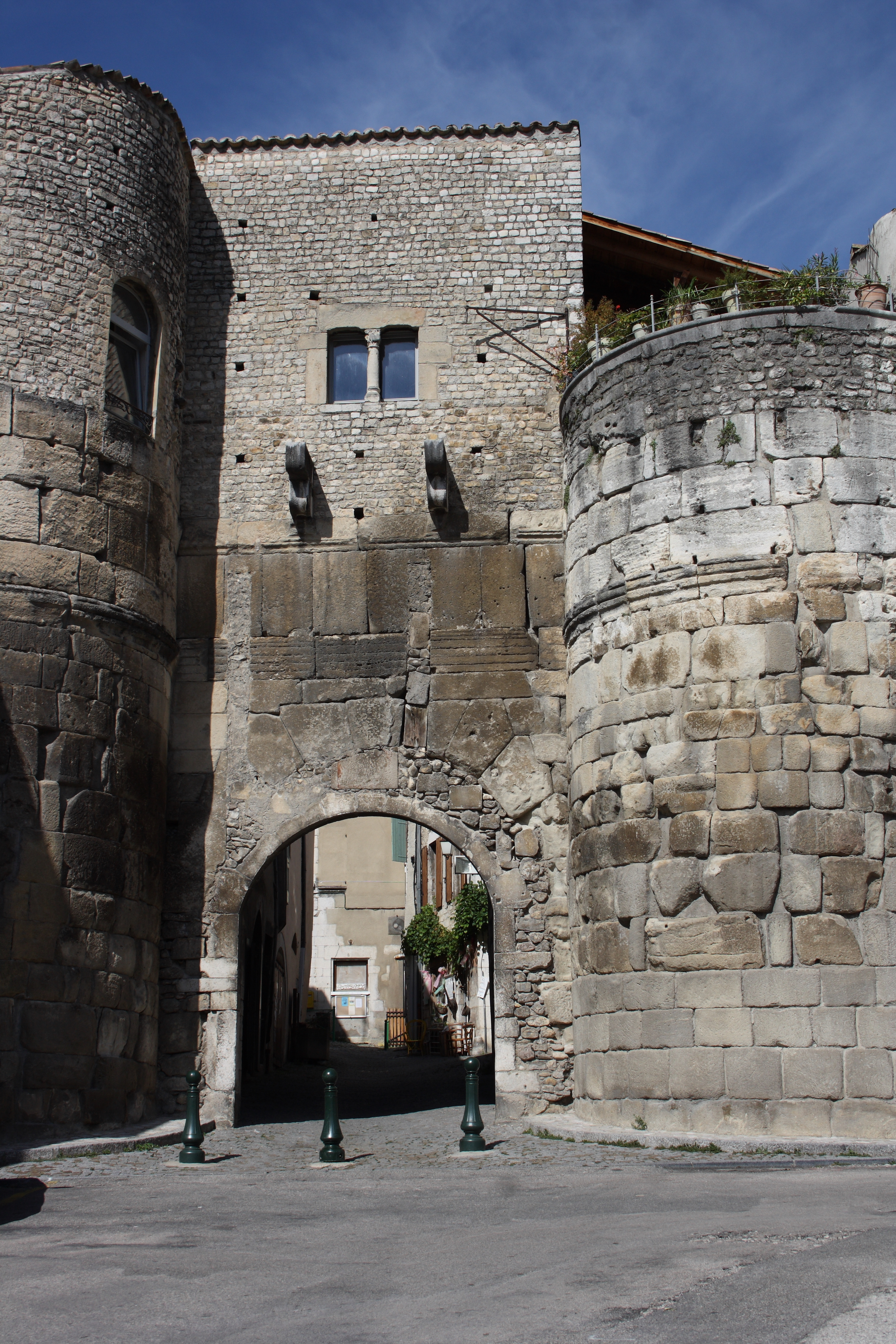
Porte Saint-Marcel extérieure
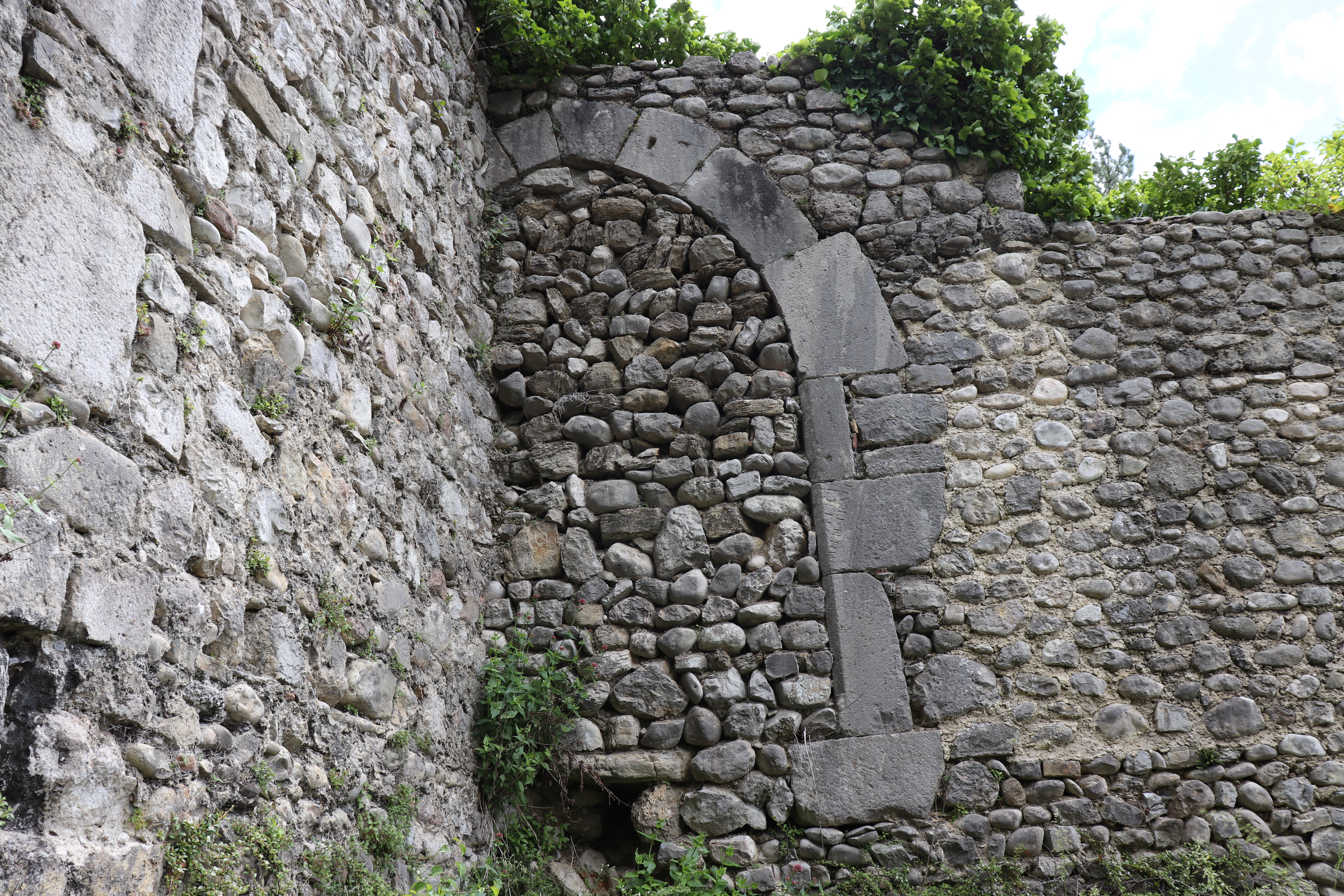
Porte murée